# Antiklinorium

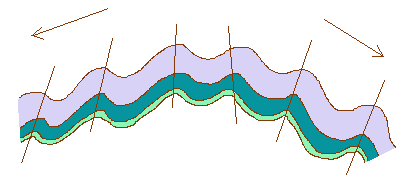
Antiklinorium (schematisch)

Ein Antiklinorium oder Antiklinale ist eine großräumige geologische Struktur in Form einer Wölbung. Die beiden Flügel der Struktur fallen, wie das Wort besagt „voneinander weg“.
Ein Antiklinorium besteht meistens aus einer Serie von Einzelfalten, die sich zu einer domförmigen Struktur zusammenfügen und auch als Dom bezeichnet werden.
Das Gegenstück zu einem Antiklinorium ist ein Synklinorium in Form einer Einbuchtung, bei der die Flügel „aufeinander zu fallen“.